# 怀恩多特 (密歇根州)
怀恩多特（Wyandotte）是美国密歇根州韦恩县的一座城市。
根据2000年美国人口普查，共有28,006人，其中白人占96.32%。